# Back in the World of Adventures
Back in the World of Adventure är den svenska progrockgruppen The Flower Kings första album, utgivet 1995. Tidigare hade Roine Stolt givit ut soloalbumet The Flower King, vilket räknats som starten för gruppen.

## Låtlista
1. "World of Adventures" - 13:37
2. "Atomic Prince/Kaleidoscope" - 7:49
3. "Go West Judas" - 7:47
4. "Train to Nowhere" - 3:50
5. "Oblivion Road" - 3:48
6. "Theme for a Hero" - 8:33
7. "Temple of the Snakes" - 1:24
8. "My Cosmic Lover" - 6:47
9. "The Wonder Wheel" - 4:17
10. "Big Puzzle" - 13:35

## Medverkande
- Roine Stolt - sång, gitarr, keyboard
- Tomas Bodin - keyboard, Hammondorgel, Mellotron, piano, flöjt, synthesizer och effekter
- Jaime Salazar - trummor
- Hans Bruniusson - percussion, trummor på 10
- Michael Stolt - bas, sång
- Ulf Wallander - sopransaxofon på 5, 8 och 10

## Låtskrivare
Alla låtar är skrivna av Roine Stolt.